# Epidendreae
Epidendreae Lindl., 1826 è una tribù di piante della famiglia delle Orchidacee (sottofamiglia Epidendroideae), con areale neotropicale.

## Tassonomia
La tribù è suddivisa in sei sottotribù, comprendenti circa 80 generi e oltre 6000 specie:
Sottotribù Bletiinae
- Basiphyllaea Schltr. (7 spp.)
- Bletia Ruiz & Pav. (34 spp.)
- Chysis Lindl. (11 spp.)
- Hexalectris Raf. (10 spp.)

Sottotribù Laeliinae
- Acrorchis Dressler (1 sp.)
- Adamantinia Van den Berg & M.W.Chase (1 sp.)
- Alamania La Llave & Lex. (1 sp.)
- Arpophyllum La Llave & Lex (3 spp.)
- Artorima Dressler & G.E.Pollard (1 sp.)
- Barkeria Knowles & Westc. (16 sp.)
- Brassavola R.Br. (22 spp.)
- Broughtonia R.Br. (6 spp.)
- Cattleya Lindl., 1824 (130 spp.)
- Caularthron Raf. (4 spp.)
- Constantia Barb.Rodr. (6 spp.)
- Dimerandra Schltr. (7 sp.)
- Dinema Lindl. (1 sp.)
- Domingoa Schltr. (4 spp.)
- Encyclia Hook. (168 spp.)
- Epidendrum L., 1763 (1662 spp.)
- Guarianthe Dressler & W.E.Higgins (4 spp.)
- Hagsatera R.González (2 spp.)
- Homalopetalum Rolfe (9 spp.)
- Isabelia Barb.Rodr. (3 spp.)
- Jacquiniella Schltr. (12 spp.)
- Laelia Lindl., 1831 (23 spp.)
- Leptotes Lindl. (10 spp.)
- Loefgrenianthus Hoehne (1 sp.)
- Meiracyllium Rchb.f. (2 spp.)
- Microepidendrum Brieger ex W.E.Higgins (1 sp.)
- Myrmecophila Rolfe, 1917 (9 spp.)
- Nidema Britton & Millsp. (2 spp.)
- Oestlundia W.E.Higgins (4 spp.)
- Orleanesia Barb.Rodr. (6 spp.)
- Prosthechea Knowles & Westc. (124 spp.)
- Pseudolaelia Porto & Brade (16 spp.)
- Psychilis Raf. (15 spp.)
- Pygmaeorchis Brade (2 spp.)
- Quisqueya Dod (4 spp.)
- Rhyncholaelia Schltr (2 spp.)
- Scaphyglottis Poepp. & Endl. (78 spp.)
- Tetramicra Lindl., 1831 (10 spp.)

Sottotribù Pleurothallidinae
- Acianthera Scheidw. (296 spp.)
- Anathallis Barb.Rodr. (150 spp.)
- Andinia (Luer) Luer (73 spp.)
- Barbosella Schltr. (19 spp.)
- Brachionidium Lindl. (82 spp.)
- Chamelophyton Garay (1 sp.)
- Dilomilis Raf. (5 spp.)
- Diodonopsis Pridgeon & M.W.Chase (6 spp.)
- Draconanthes (Luer) Luer (2 spp.)
- Dracula Luer (138 spp.)
- Dresslerella Luer (14 spp.)
- Dryadella Luer (58 spp.)
- Echinosepala Pridgeon & M.W.Chase (14 spp.)
- Frondaria Luer (3 spp.)
- Lepanthes Sw. (1137 spp.)
- Lepanthopsis (Cogn.) Ames (47 spp.)
- Masdevallia Ruiz & Pav., 1794 (644 spp.)
- Myoxanthus Poepp. & Endl. (49 spp.)
- Neocogniauxia Schltr. (2 spp.)
- Octomeria R.Br. (166 spp.)
- Pabstiella Brieger & Senghas (130 spp.)
- Phloeophila Hoehne & Schltr. (11 spp.)
- Platystele Schltr. (119 spp.)
- Pleurothallis R.Br. (542 spp.)
- Pleurothallopsis Porto & Brade (19 spp.)
- Porroglossum Schltr. (54 spp.)
- Restrepia Kunth (60 spp.)
- Restrepiella Garay & Dunst. (5 spp.)
- Sansonia Chiron (2 spp.)
- Scaphosepalum Pfitzer (53 spp.)
- Specklinia Lindl. (105 spp.)
- Stelis Sw. (1286 spp.)
- Teagueia (Luer)Luer (18 spp.)
- Tomzanonia Nir (1 sp.)
- Trichosalpinx Luer (112 spp.)
- Trisetella Luer (26 spp.)
- Zootrophion Luer (29 spp.)

Sottotribù Ponerinae
- Helleriella A.D.Hawkes (2 spp.)
- Isochilus R.Br. (13 spp.)
- Nemaconia Knowles & Westc. (6 spp.)
- Ponera Lindl. (2 spp.)

Sottotribù Calypsoinae
- Aplectrum Nutt., 1818 (1 specie)
- Calypso Salisb., 1806 (1 sp.)
- Changnienia S.S.Chien, 1935 (2 spp.)
- Coelia Lindl. (5 spp.)
- Corallorhiza Gagnebin, 1755 (11 spp.)
- Cremastra Lindl., 1833 (6 spp.)
- Dactylostalix Rchb.f., 1878 (1 sp.)
- Danxiaorchis J.W.Zhai, F.W.Xing & Z.J.Liu (2 spp.)
- Ephippianthus Rchb.f., 1968 (2 spp.)
- Govenia Lindl., 1832 (27 spp.)
- Oreorchis Lindl., 1859 (17 spp.)
- Tipularia Nutt., 1818 (7 spp.)
- Yoania Maxim., 1873 (5 spp.)

Sottotribù Agrostophyllinae
- Agrostophyllum Blume, 1825 (135 spp.)
- Earina Lindl., 1834 (7 spp.)